# Senecio lamarckianus
Senecio lamarckianus, hay Bois De Chèvre (tiếng Việt: mộc dương), là một loài thực vật có hoa thuộc họ Asteraceae và là loài đặc hữu của quần đảo Mauritius. Danh pháp của chúng được đặt theo tên nhà khoa học người Pháp Jean-Baptiste Lamarck.

## Danh pháp đồng nghĩa
- Senecio lyratus Forssk.
- Senecio auriculatus Vahl
- Senecio lyratipartitus A.Rich.
- Cineraria schimperi Oliv. & Hiern
- Senecio basipinnatus Baker
- Senecio masonii De Wild.
- Senecio lyratipartita (A.Rich.) Cuf.[4]